# XY, De l'identité masculine

XY, De l'identité masculine est un essai de la philosophe française Élisabeth Badinter, dans lequel elle étudie les notions de féminité, de virilité, ainsi que leurs constructions sociale et historique. Elle se penche également sur la fluidité des comportements sexuels masculins au travers de l'Histoire.

## Histoire
Cet ouvrage, fruit d'un cycle de conférences délivrées par l'auteur à l'École polytechnique, s'est nourri d'études et de recherches européennes et américaines. L'œuvre est estimée se démarquer des points de vue féministes traditionnels.

## Sélections et prix
Ce livre a été cité dans deux sélections d'ouvrages de la Bibliothèque nationale de France portant sur le thème de « la crise de la virilité » (avril 2009) et celui des « études de genre » (janvier 2009).

## Critiques
En 1993, Michèle Aumont, au sujet de ce livre XY, s'interroge sur l' « humanologie » d'Elisabeth Badinter.

## Parutions
Cet ouvrage est paru pour la première fois en 1992 ; il a ensuite fait l'objet de rééditions en 1993, 1994 et 2004.